# Anthia ferox
Anthia ferox es una especie de escarabajo del género Anthia, familia Carabidae. Fue descrita científicamente por James Livingston Thomson en 1859.

## Distribución geográfica
Habita en Egipto, Eritrea, Yibuti y Somalia.